# Médias en Belgique
Les médias belges utilisent différents supports :
- presse écrite sur papier ;
- presse écrite sur Internet ;
- télévision ;
- radio.

### Autres pays
- Médias en Acadie (États-Unis)
- Médias en Algérie
- Médias au Cameroun
- Médias au Congo-Kinshasa
- Médias en Côte d'Ivoire
- Médias à Cuba
- Médias en Écosse
- Médias en Érythrée
- Médias en Éthiopie
- Médias en France
  - Médias en Alsace
  - Médias en Aquitaine
  - Médias en Lorraine
- Médias en Iran
- Médias en Islande
- Médias au Mali
- Médias au Maroc
- Médias au Québec (Canada)
- Médias en Russie
- Médias au Sénégal
- Médias au Venezuela